# Jugend debattiert (Schweiz)
Jugend debattiert (französisch La jeunesse débat, italienisch La gioventù dibatte, rätoromanisch giuventetgna debatta) ist ein schweizerisches Bildungsprojekt, verbunden mit einem nationalen Wettbewerb, sich in der Kunst des Debattierens zu üben. Es wird heute national von Young Enterprise Switzerland (YES) organisiert, unterstützt durch aktuell sechs kantonale Organisationskomitees und weitere regionalen Gremien sowie durch Schulen und entsprechende Zusammenschlüsse. Lernziel ist es, kontroverse Themen differenziert zu betrachten und zu diskutieren. Pro Jahr werden schweizweit mehrere tausend Jugendliche in vorgängigen schulischen Lehrgängen ausgebildet. Sie messen sich in schulinternen Wettbewerben. Deren vier beste Teilnehmer ziehen dann weiter in regionale Ausscheidungen. Die deutschsprachige Schweiz wird dabei in folgende Regionen eingeteilt: Zürich, Ostschweiz, Basel, Bern & Solothurn, Aargau und Zentralschweiz. Deren Beste wiederum treten im nationalen Wettbewerb an, der zunächst alle 2 Jahre stattfand und seit 2019 jährlich stattfindet. Ähnliche Wettbewerbe sind Jugend debattiert in Deutschland, dessen Konzept 2005 beim Start übernommen und an Schweizer Bedingungen angepasst wurde, sowie Jugend debattiert international als Länderwettbewerb in Mittel- und Osteuropa.

## Zielstellung
Ein Ziel ist, möglichst vielen Jugendlichen der Sekundarstufe I und II die Möglichkeit zur gründlichen Auseinandersetzung mit unterschiedlichsten gesellschaftlichen, ökologischen und wirtschaftlichen Themen zu bieten und sich dabei in der Kunst der Debatte zu üben. Gelernt wird, ein Thema umfassend zu recherchieren, Komplexität und verschiedene Aspekte der Fragestellung zu erkennen sowie eine überzeugende Debatte vorzubereiten. Dort gilt es, die Position gekonnt zu vertreten, sich auf die Gegenseite einzulassen und gut zuzuhören, seine Argumente klar und geschickt einzubringen und im Gesamtauftritt zu überzeugen. Das Programm ist politisch neutral und für die teilnehmenden Schulen, Institutionen und Betriebe kostenlos.
Wesentlich ist nicht nur der Wettbewerb, sondern die Vorbereitung auf das Debattieren und das Erlernen der dazu notwendigen Techniken im Unterricht. Dazu gibt es eine Reihe von Arbeitsmaterialien für Schüler und Lehrer. Beispielfragen sind:
- Sollen Halter von Haustieren obligatorisch einen Tierarzt besuchen müssen?
- Soll man ein entführtes Flugzeug im Notfall abschiessen?
- Soll hochprozentiger Alkohol schon an 16-Jährige verkauft werden?
- Soll die Organspende bei einem Unfall zur Regel werden, gegen die man sich mit einem entsprechenden Ausweis wehren muss?[3][4][5]

Erlernt wird ein Austausch mit klaren Regeln, was zur Bildung von politisch interessierten Bürgern beitragen soll. Die Debattiermethode richtet sich an Jugendliche aller beruflichen Perspektiven. Es wird ermöglicht, die Meinung frei zu äussern und dabei auch einen Perspektivenwechsel zu erleben. Dies geschieht in einem respektvollen Rahmen. Dadurch soll die Jugend besser an die Politik herangeführt und letztendlich auch eine höhere Stimmbeteiligung bei allen Abstimmungen in der Schweiz erreicht werden.
Eine Schweizer Besonderheit ist der Alumnieinsatz: Ehemalige Programmteilnehmer bieten drei bis vier Lektionen zur Einführung in das Thema Debattieren für die Schulklassen an und stellen sich auch für die Jury zur Verfügung.

## Ablauf
Es können in zwei Kategorien alle Schüler der Sekundarstufe I und 10. Schuljahr (Kategorie Sek I) und der Sekundarstufe II (Kategorie Sek II) teilnehmen. Die Debatten werden in den entsprechenden Landessprachen (Deutschschweiz deutsch, Westschweiz französisch, Tessin italienisch) gehalten. Die Beherrschung der Methode von Jugend debattiert und die fristgemässe Anmeldung durch die Schule sind weitere Teilnahmebedingungen.
Auch der Ablauf ist standardisiert: vier Debattierende (2 Pro und 2 Kontra) treten in der Deutschschweiz jeweils einzeln an. In der Westschweiz und im Tessin bilden die beiden Pro- und die beiden Kontra-Positionen ein Team und führen als solches Teamdebatten. Ablauf: Jede Person hat 2 Minuten Redezeit ohne Unterbrechung für eine Eröffnungsrede. Pro 1 beginnt, gefolgt von Kontra 1, Pro 2 und Kontra 2. Die Gesamtdauer beträgt 24 Minuten. Ein «Zeitwächter» eröffnet und sorgt für die Einhaltung des Ablaufes. Unterlagen dürfen (ausgenommen digitaler Wettbewerb 2020 und 2021) nicht mitgenommen werden, Notizen während der Debatte sind erlaubt. Die Positionen Pro und Kontra werden zugelost. So lernen die Schüler auch einmal eine Position zu vertreten, der sie nicht oder nur bedingt zustimmen, was auch ein ganz wichtiges Ziel des Programms ist.
Die Bewertung erfolgt nach den Kriterien Sachkenntnis, Ausdrucksvermögen, Gesprächsfähigkeit und Überzeugungskraft. Eine dreiköpfige Jury (ohne spezielle Qualifikationen) vergibt pro Kriterium zwischen 0 und 5 Punkten.
Die Klassen und Schulen führen zunächst eigene Wettbewerbe durch. Jede Schule bekommt mitgeteilt, wie viele Teilnehmer eines Schulausscheides zu den Regionalfinals geschickt werden können. Regionalfinals werden aktuell in sieben Regionen ausgetragen. Es gibt dort zwei Vorrunden und eine Finalrunde. Drei vorgegebene Debatten-Themen sind pro Teilnehmer vorzubereiten, für die Vorbereitung steht ein Monat Zeit zur Verfügung. Die Gewinner der Regionalfinals treffen dann im Nationalen Finale aufeinander. Auch dort werden drei Debattenthemen für zwei Vorrunden und eine Finalrunde vorgegeben. Vorab wird noch ein fakultativer Vorbereitungsworkshop angeboten.

## Bisherige und geplante Wettbewerbe
- 2005 wurde der Wettbewerb nach dem Vorbild Jugend debattiert in Deutschland gestartet, zunächst in einer Pilotphase.[11] Die 1974 gegründete «Stiftung Dialog» hat dieses Projekt betreut und die nationalen Wettbewerbe organisiert. Die regionalen Wettbewerbe wurden komplett durch regionale Schulkomitees organisiert.[12]
- 2006 fanden im Rahmen der Pilotphase erste Wettbewerbe statt, an denen sich über 1000 Schulklassen beteiligten.[13]
- Am 30. Mai 2009 haben 56 Jugendliche erstmals um den Schweizer Meistertitel im Debattieren gekämpft. Sie hatten sich in fünfzehn regionalen Ausscheidungen für den nationalen Final von «Jugend debattiert» in Bern qualifiziert. Unterstützt wurde das Projekt von der Schweizerischen Konferenz der kantonalen Erziehungsdirektoren (EDK), dem Bund, zahlreichen Kantonen, der Jubiläumsstiftung der Credit Suisse Group, der Ernst Göhner Stiftung, der Sophie und Karl Binding Stiftung sowie dem Dachverband Lehrerinnen und Lehrer Schweiz (LCH). Schirmherrin war Isabelle Chassot, EDK-Präsidentin und Freiburger Staatsrätin.[14]
- Am 1. und 2. April 2011 fand ein nächstes Finale in Bern statt. Lokale Wettbewerbe fanden von Oktober bis Dezember 2010 statt, die regionalen Finals vom Dezember 2010 bis Februar 2011.[13]
- Ein weiteres nationales Finale fand im März 2013 in Bern statt, wo 80 Jugendliche aus den drei Sprachregionen teilnahmen.[15]
- 2015 wurde eine nationale Plattform Campus für Demokratie[16] lanciert, auch um Jugendliche besser an die Politik heranzuführen. Sie wird von Bund und Kantonen getragen. Gehoben werden soll dadurch auch die Stimmbeteiligung bei Abstimmungen. Bestehende Projekte, zu denen «Jugend debattiert» gehört, sind mit dieser Plattform vernetzt. Die Stiftung Dialog hat Jugend debattiert zur Umsetzung an den Verein «Jugend und Wirtschaft» übertragen. Im März 2015 haben sich die Besten von 7000 Jugendlichen (14 bis 15-Jährig) in Bern bei einem nationalen Finale gemessen.[7]
- 2017 mit Finale in Bern.[17] 2017 fusionierten auch die Vereine «Jugend und Wirtschaft», der das Programm «Jugend debattiert» bisher mit der Stiftung Dialog durchführte[18] und der Verein «Yes» (der sich auf Wirtschaftsbildungsprogramme fokussiert hatte) zum neuen Verein unter dem Namen «yes». Die Stiftung Dialog wird weiter als Kooperationspartner angegeben. Ab diesem Zeitpunkt finden die Wettbewerbe jährlich statt.[19]
- 2019 am 29. und 30. März in Bern, 84 Teilnehmer am Finale.[20]
- 2020 mit geplantem Finale 27. und 28. März in Bern,[21] wurde am 13. Juni in einer digitalen „Light-Version“ in Bern durchgeführt.[22][23]
- 2021 mit geplantem Finale in Bern am 1. und 2. April[24]